# 被爆電車

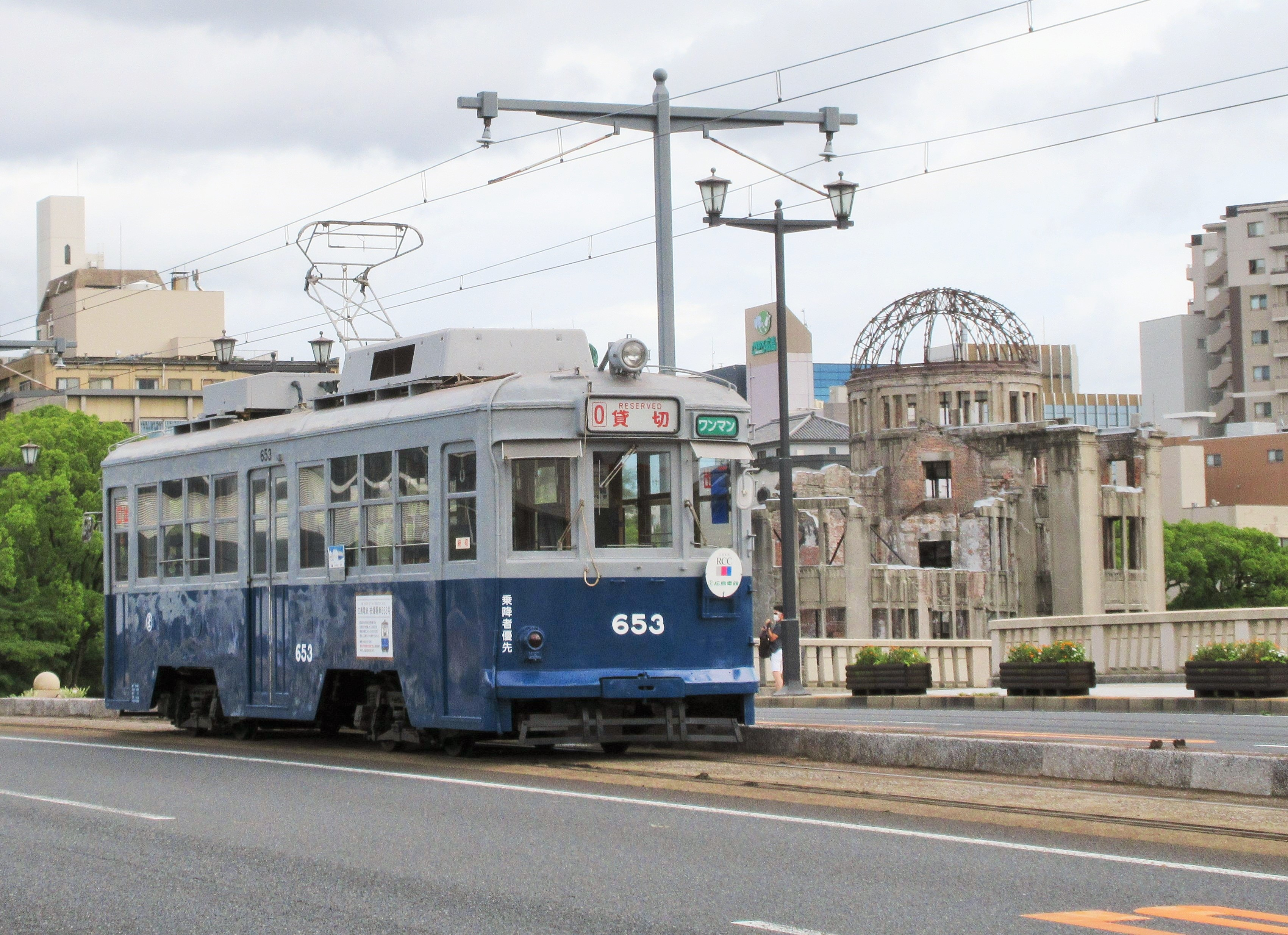
正在運行中的廣島電鐵650型電車653號，背景為原子彈爆炸圓頂屋。

被爆電車是指在原子弹爆炸中受損的電車。當前這批電車特指1945年8月日本廣島市原子彈爆炸及長崎市原子彈爆炸中倖存的鐵路車輛。部分車輛至今仍保持運行。

## 業務概況

### 廣島電鐵
事發當時，廣島電鐵在籍的123輛電車中，有22輛完全燒毀，3輛半燒毀，23輛嚴重損壞，24輛中度損壞，36輛輕度損壞，15輛未受損壞。宮島線於原爆爆炸的次日（8月7日）便從草津町（現草津）起點重新開始運行，並於8月8日實現全線恢復運行。
市內線方面，透過廣島電鐵員工和軍隊的協助下，使用卡車和繩索重立電柱，並利用了暁部隊擁有的300根電線桿，透過重新架設電線並從廿日市變電所供電，使得廣島電鐵市內線在8月9日的運行得以從己斐站至西天滿町（現天滿町）之間的區段恢復運行。初期恢復的線路為單線運行。當時運行的車輛為2輛或3輛。
戰後，大多數倖存的電車在長期使用後報廢，僅有650型電車經過改造後，共651號、652號和653號三輛電車至21世紀至今仍保持運行。654號電車目前在廣島市交通科學館常設展出。150型156號電車雖在1971年報廢，但在1987年得以進行修復工程。
當時，各車型的受災情況及復原情況如下：
- 100型（日语：広島電気軌道100形電車）

39輛在籍電車中，有36輛受災。 15輛恢復為100形，2輛改造為450形並復原，剩餘22輛報廢。
- 150型（日语：広島瓦斯電軌E形電車）

10輛在籍電車中，有9輛受災。所有電車都已復原。
現存156號在1971年已退役，但於1987年重新入籍。該車輛在原爆投下時停放在江波附近損害。2020年11月23日，為了配合「廣電日2020」活動，156號在33年後重新投入運行。目前該車輛已不再進行營運。
- 200型（日语：広島瓦斯電軌G形電車）

在10輛在籍電車中，全部受災。所有電車都已復原。
- 300型（日语：広島瓦斯電軌300形電車）

在5輛在籍電車中，3輛受災。所有電車均報廢處理。
- 400型（日语：広島瓦斯電軌B形電車）

在30輛在籍電車中，29輛受災。所有電車都已復原。
- 450型（日语：広島電気軌道100形電車）

在11輛在籍電車中，全部受災。所有電車都已復原。
- 500型（日语：広島電鉄700形電車_(初代)）

10輛在籍電車中，3輛受災。所有電車都已復原。
- 600型（日语：広島電鉄600形電車_(初代)）

3輛在籍電車中，2輛受災。所有電車都已復原。
- 650型

在5輛在籍電車中，全部受災。所有電車都已復原。
目前僅有651號和652號兩輛仍在使用，主要在早高峰時段於1號、3號、5號和7號線上運行。653號則復刻了當時的塗裝，並於夏季作為活動電車進行包車運行。2006年隨著時刻表調整而退役的654號，則被展示於廣島市交通科學館。
655號在廣島站前受到了嚴重的損壞，修復工作於1948年11月完成。然而在1967年1月，該車與一輛大型卡車發生碰撞嚴重受損，最後報廢。

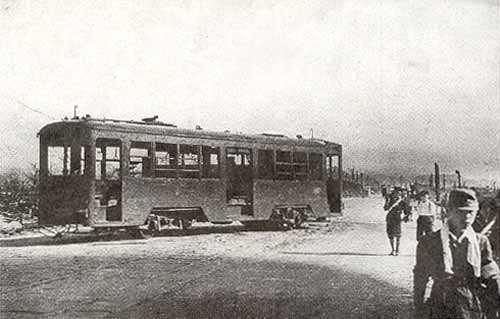
原爆後的650型651號
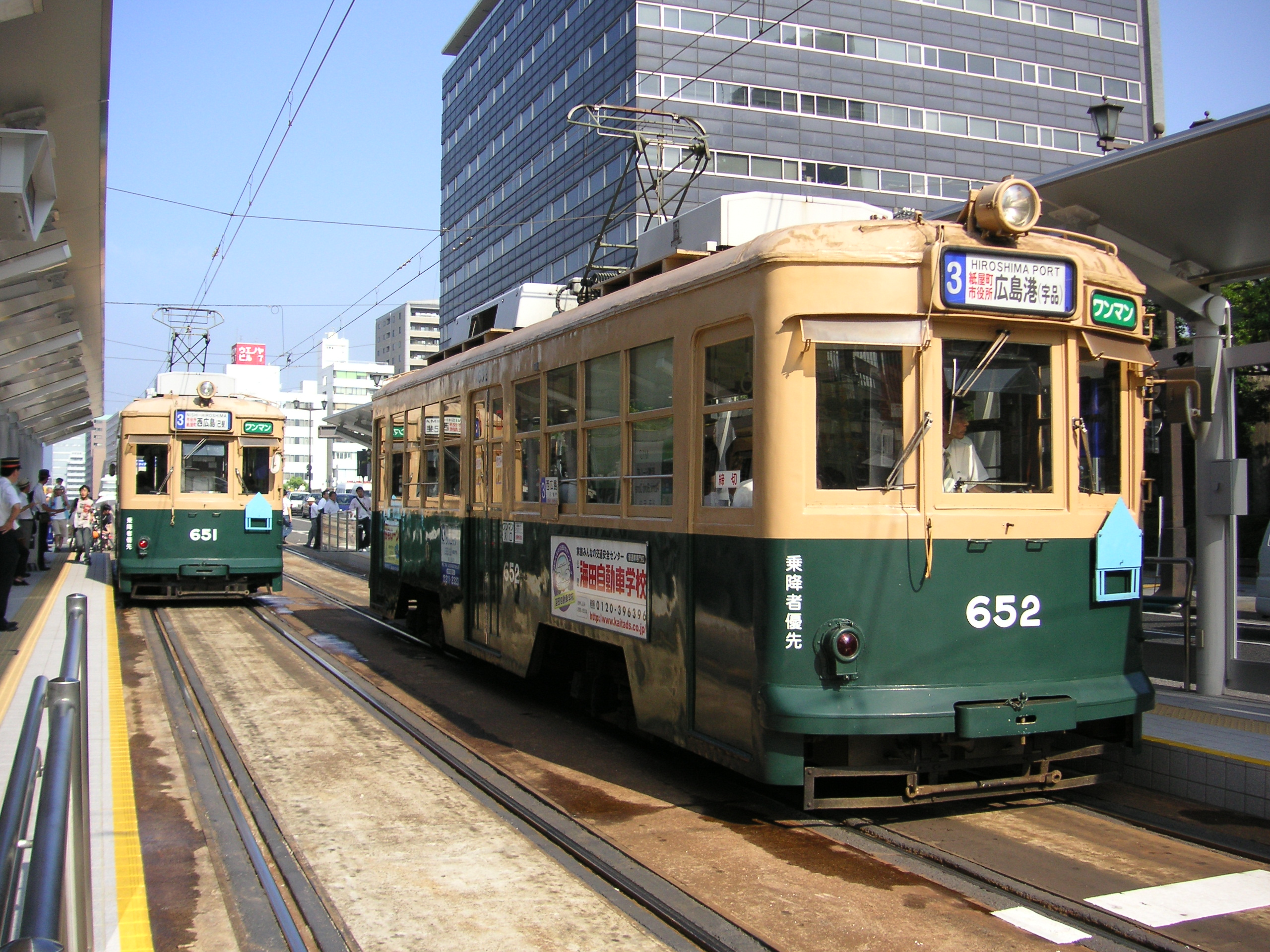
當前保持商業運行的651號及652號
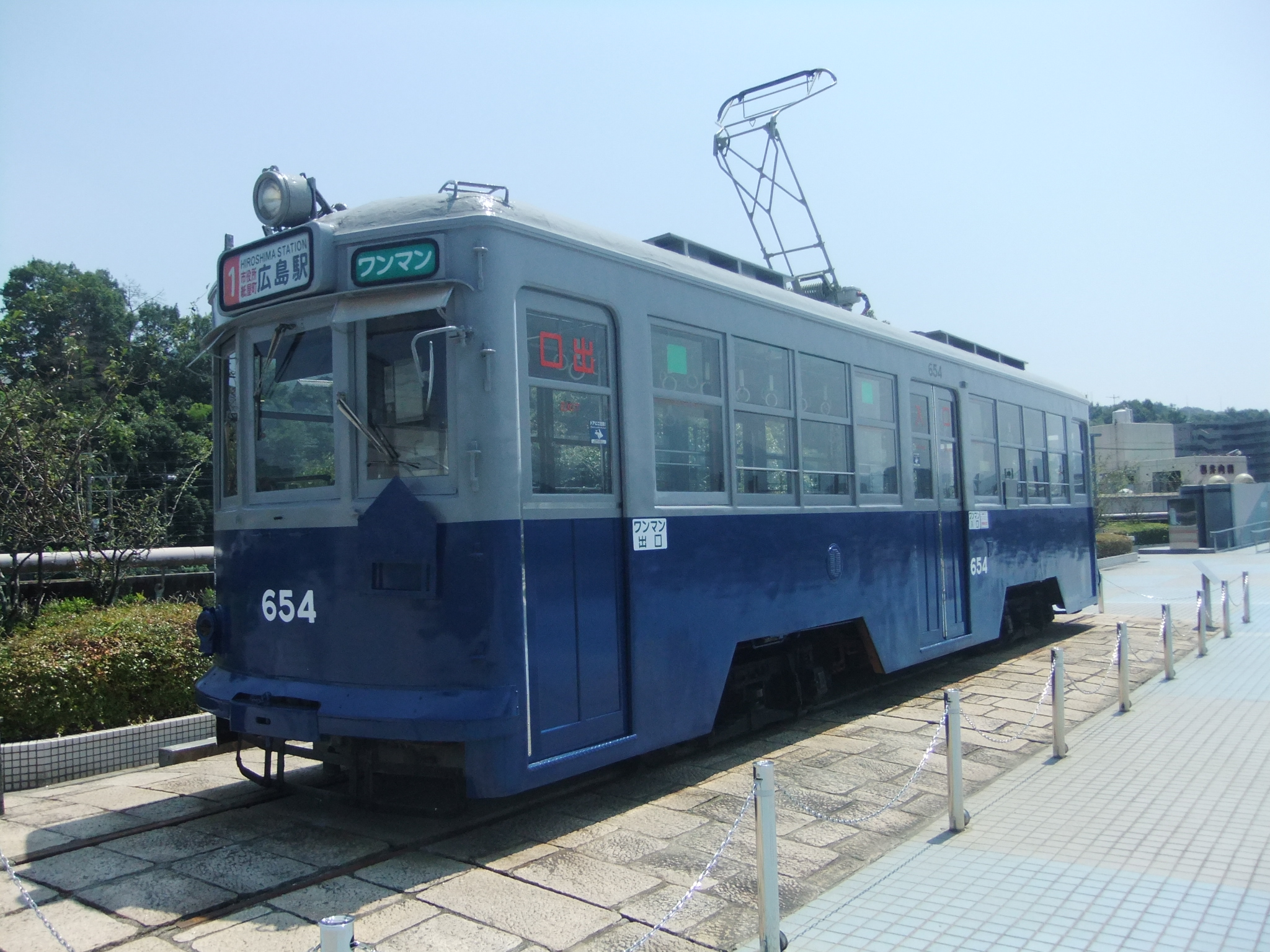
當前在廣島市交通科學館（日语：広島市交通科学館）常設展出的654號。
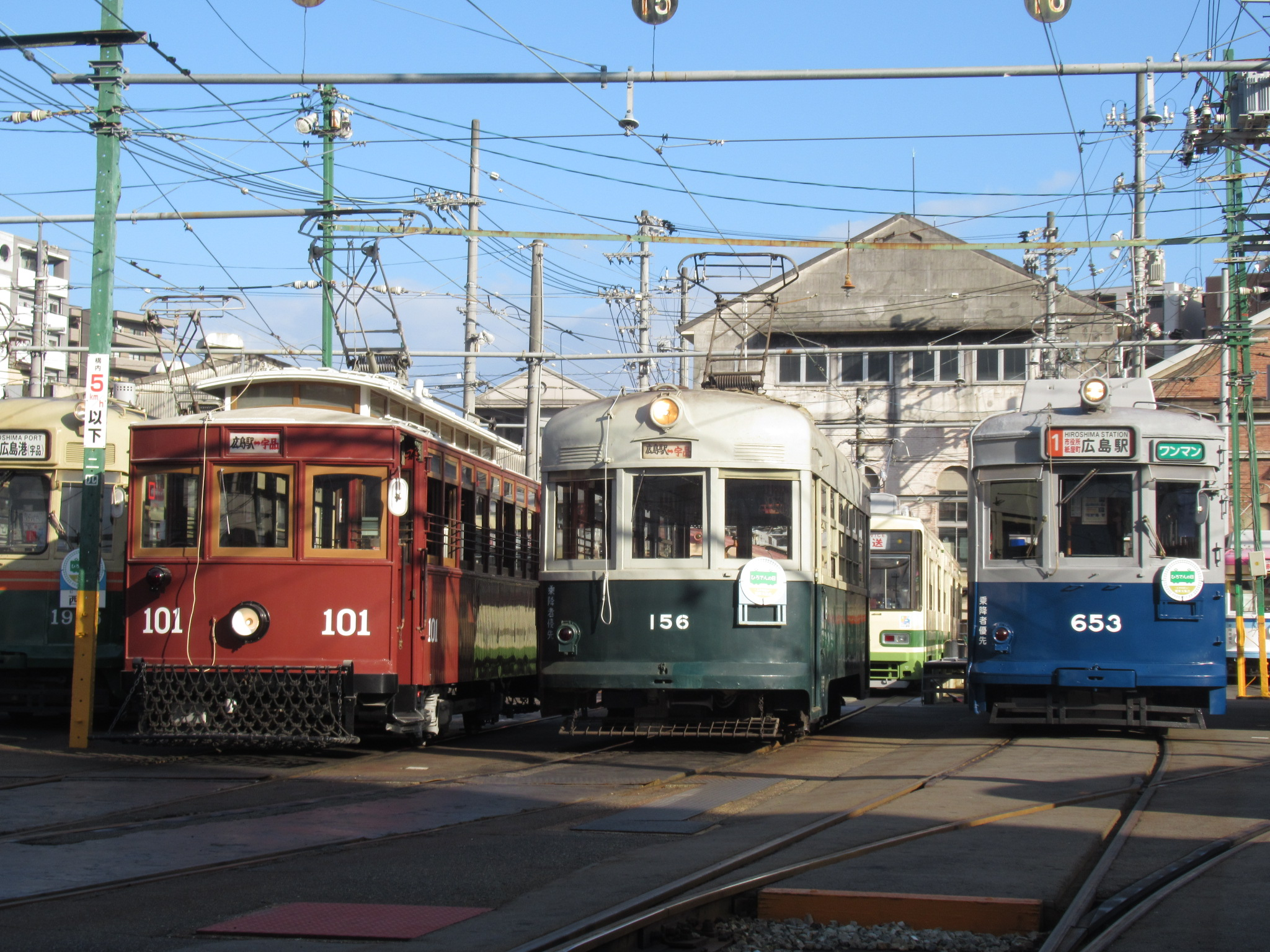
156號（中間）與653號（右側），攝於2020年。

2015年，作為廣島原爆70年紀念專案的一部分，一項由中國放送和廣島電鐵發起，以被爆電車特別運行計劃於同年啟動，該計劃旨在促進未來世代對和平的思考。該計劃以被爆電車653號為主軸，並在在運行期間，車內會通過照片、影像和廣播介紹被爆電車653號及其主要運行路線的歷史背景。此外，計劃中還包括參觀現存被爆建築的廣島電鐵千田車庫。

### 可部線

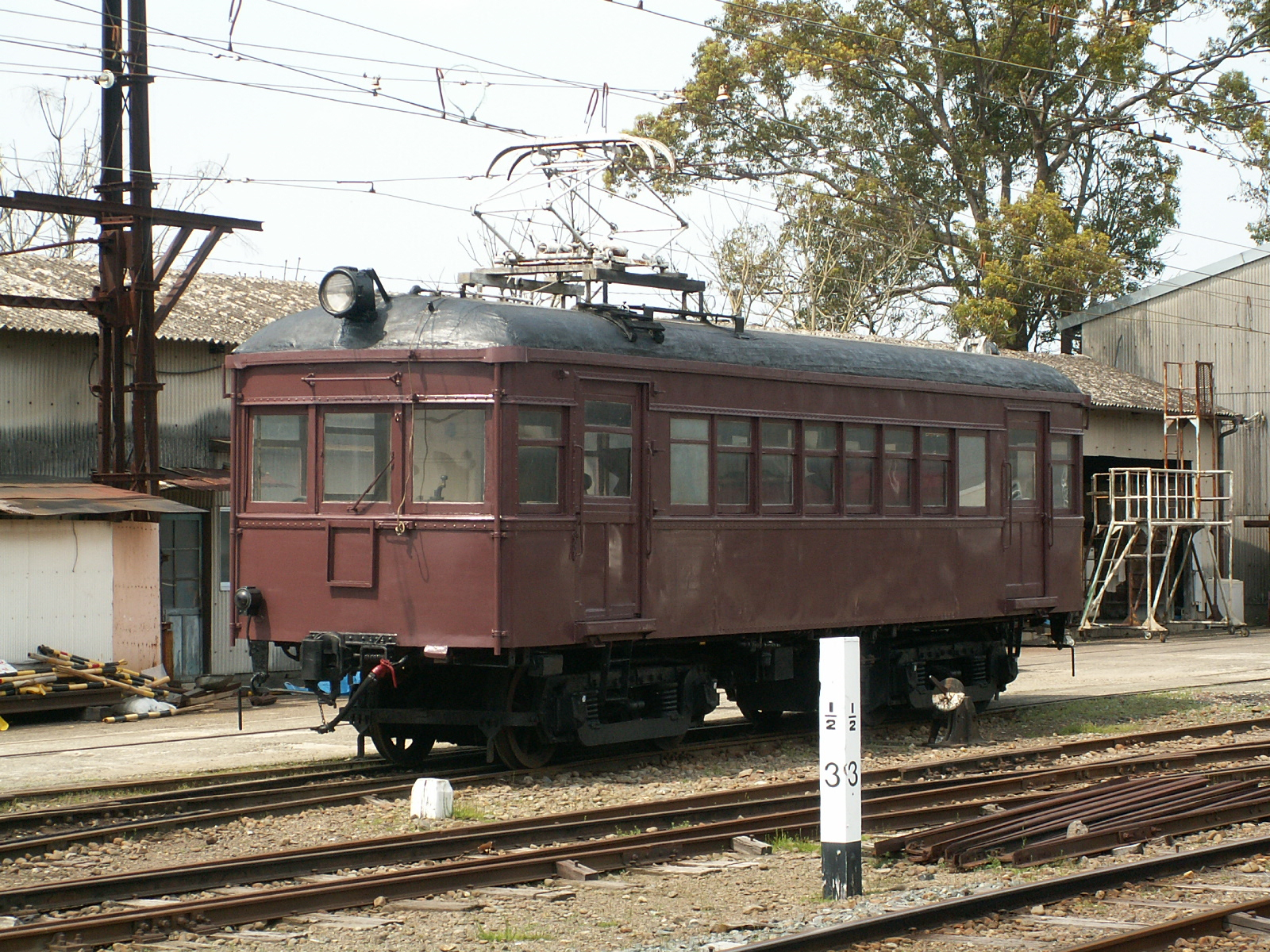
莫哈71（實際未經歷原子彈爆炸）。

在可部線的電車中，除了山口縣的幡生工機部進行修理的莫哈90001和末哈90005外，所有電車都在橫川站內受到原子彈爆炸的波及。受損程度較輕的莫哈90003被恢復使用，其餘電車在1946年11月被報廢。被保留下來的莫哈90005、莫哈90003和莫哈90001在1953報廢後，轉讓給了熊本電氣鐵道，分別改編號為莫哈71-73。現僅有被歸類為工廠機械的莫哈71至今仍存。
然而，儘管莫哈71常被稱為「被爆電車」，實際上它在原爆投下時除在山口縣的幡生工機部內修理，因此並未直接受到爆炸的影響。
由於可部線沿線的軍需工廠增多，旅客數量上升，從1941年起，木造省電陸續調配到可部線。這些電車的一個特點是將集電裝置由原來的車載弓形接觸網改為電車集電桿。原子彈爆炸時，沿線共有7輛木製省電，其中Moha1052、 Moha 1042和Kuha 6006三輛電車在橫川站內受損，並在事後被報廢。

### 長崎電氣軌道

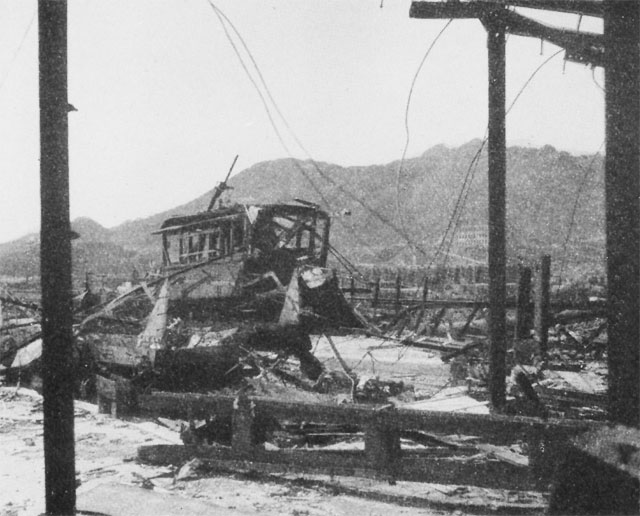
受到原子彈嚴重波及的大橋停留場和電車。

在原子彈爆炸後，位於大橋停留場的電車嚴重損壞。當時長崎電氣軌道共有56輛在籍電車，其中16輛完全燒毀，大部分在籍車輛均受到不同程度的損害。
燒毀的車輛編號包括：
- 1形：2號
- 20形：22號、24號、32號、33號
- 40形：45號、46號、49號、50號、51號、53號、57號、58號[17]
- 120形：125號、126號
- 130形：132號

戰後復原方面，2號、22號（復原為21號）、45號、49號、51號、53號、57號：這些車輛經過復原後繼續運行。24號、32號、33號：這些車輛於1947年至1949年間被新製木造車體替換後復原使用。
其餘受損的車輛未能復原，直接報廢。與廣島電鐵不同的是，當時長崎電氣軌道全線使用木造車，因此復原的車輛均完全重新製造了車體。復原車輛在1960年代仍在運行，但由於西鐵福岡市內線的160形電車經過轉讓、自社訂購的360形、370形及500形電車增加，所有復原車輛均在1967年前報廢。

#### 長崎最後的被爆電車
最後一輛長崎被爆電車是由創業車1形1號改造而成的電動貨車101號，直到1972年仍然存在。此車輛作為最後一輛單車，未能像廣島被爆電車那樣被保存，而是被拆解。目前，長崎市並有被保存下來的被爆電車。
長崎的被爆電車未能保存的原因包括：當時主要使用的是單車，未有近代化的軸箱車（雖然1943年曾計劃但未獲批准）、路面電車的相繼廢除，以及經營問題等因素。

## 另見
- 被爆建築物

## 外部連結
- 被爆電車特別運行計劃官方網站 （页面存档备份，存于）